# Kōgoishi

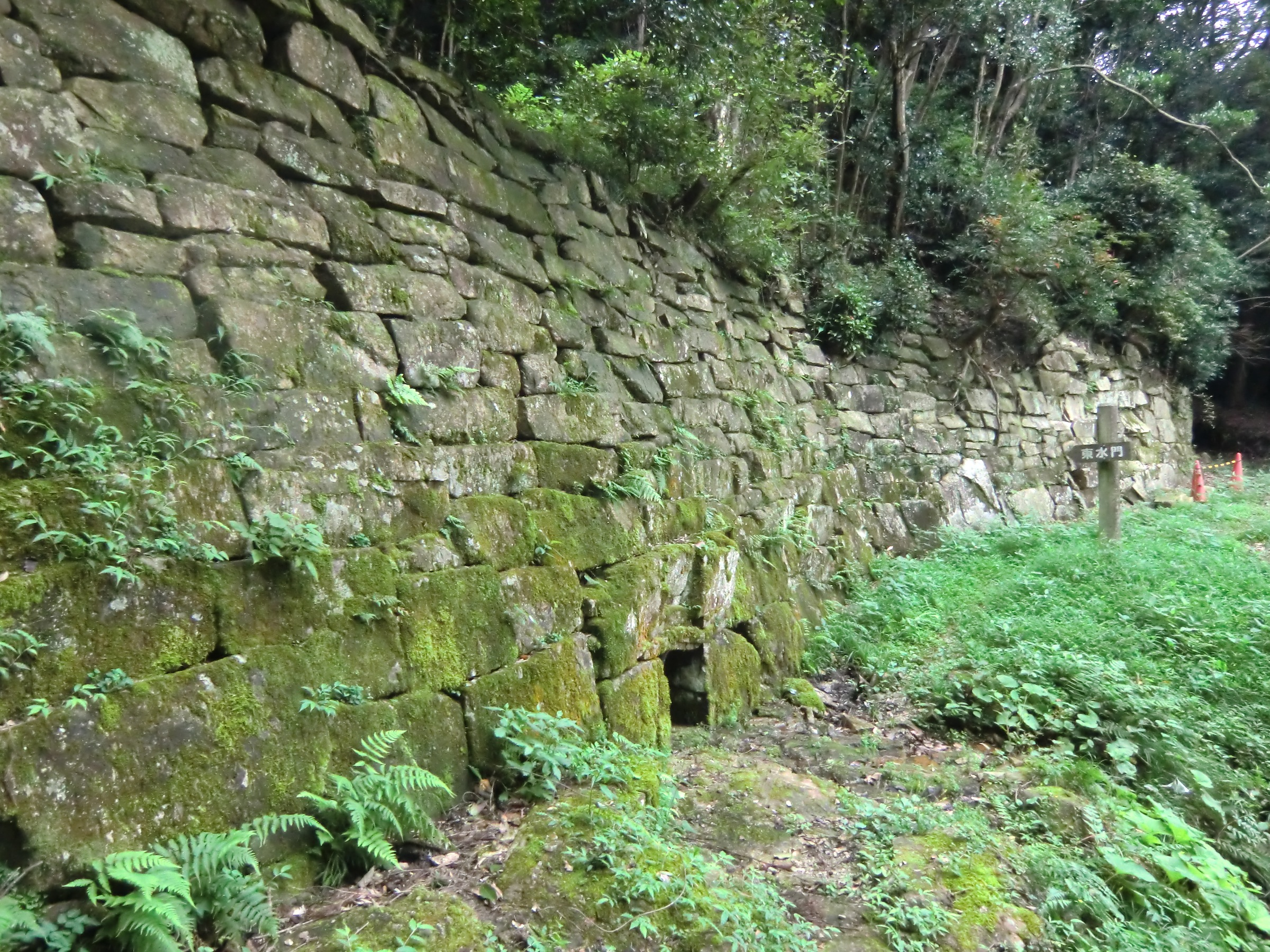
Exemple de kōgoishi.

Les kōgoishi (神篭石 ou 神籠石) sont des structures en terre, sur fondation en pierre, construites au Japon au cours de la période Asuka, en particulier dans les zones autour de Fukuoka sur l'île Kyūshū. Le nom « kōgoishi » signifie « pierres de protection divine », nom donné par l'archéologue Tsuboi Shōgorō de l'ère Meiji qui a conjecturé qu'ils servaient de protection spirituelle ou pratique pour les sites sacrés.
Les kōgoishi datent du VIe ou VIIe siècle et se trouvent pour l'essentiel dans la partie septentrionale de Kyūshū et sur les rives de la mer intérieure de Seto. Le plus important, qui fait 2,3 km de long, se trouve près du sommet du mont Kōra aux environs de Fukuoka. Les pierres y font approximativement 1 m de long, 50 cm de haut et 70 cm d'épaisseur.
Après Tsuboi, les spécialistes ont déterminé que ces structures sont plus susceptibles d'être des restes de fortifications militaires utiles et ont peu de chances d'avoir des liens spirituels significatifs. Le style et la forme des ruines sont compatibles avec de nombreuses autres semblables trouvées en Corée, étant donné que la période au cours de laquelle elles ont été construites était une époque florissante de contacts avec ce pays. Il est supposé que des tailleurs de pierre, des artisans et architectes coréens peuvent avoir joué un rôle dans la construction de ces forteresses. De nombreux chercheurs pensent que certains kōgoishi ont été construits en prévision d'une attaque en provenance de Corée.

## Source de la traduction
- (en) Cet article est partiellement ou en totalité issu de l’article de Wikipédia en anglais intitulé « Kōgoishi » (voir la liste des auteurs).